# Caryl Lincoln
Caryl Lincoln, (16 de noviembre de 1903-20 de febrero de 1983) fue una actriz cinematográfica estadounidense que trabajó desde finales de los años veinte hasta los primeros años cincuenta.
Nacida en Oakland (California), Lincoln fue elegida una de las "WAMPAS Baby Stars" en 1929. Inició su carrera en el cine mudo, siendo su primera película Slippery Silks, en 1927. De 1927 a 1928 trabajó en diez filmes. En 1930 actuó junto a Bob Steele en The Land of Missing Men, película con la que inició una serie de papeles de heroína en títulos del género western. Uno de sus westerns más conocidos fue War on the Range, con Tom Tyler. Sin embargo, su carrera menguó en 1934, y su último papel apareciendo en los títulos de crédito es de ese mismo año, en Charlie Chan's Courage.
Era buena amiga de la legendaria actriz Barbara Stanwyck, por medio de la cual conoció al hermano de Stanwyck, Byron Stevens. Lincoln y Stevens se casaron en 1934, y permanecieron juntos hasta la muerte de él en 1964. Tuvieron un hijo, Brian. Debido a su matrimonio y a la dedicación a su familia, su carrera quedó en segundo lugar, haciendo muy pocos papeles entre 1934 y 1951, todos ellos sin aparecer en los créditos. Se retiró en 1951, y no volvió a actuar. Falleció en 1983, en el área de Woodland Hills, en Los Ángeles, California. 